# 趙最
趙最（？年—1647年），浙江餘杭縣（今杭州市餘杭區）人。清朝初年政治人物。

## 生平
崇禎十五年（1642年）壬午科浙江鄉試舉人，崇禎十六年（1643年）聯捷癸未科進士。明亡仕清，官廣東雷州府知府，順治四年（1647年），雷州镇总兵黃海如叛清，趙最死於亂。